# Pelekanos

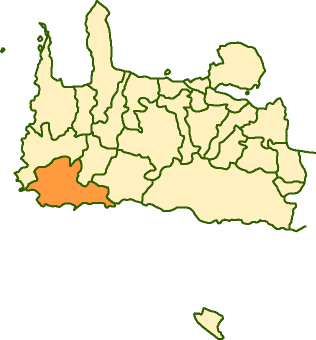
El municipi de Pelekanos a la prefectura de Khanià

Pelekanos (grec Πελεκάνος) és un municipi a l'extrem sud-oest de l'illa grega de Creta, a la prefectura de Khanià. La capital del municipi és Paleókhora. Té una població d'uns 4 mil habitants.
Des de la reforma del govern local del 2011, forma part del municipi Kàndanos-Selino. Pelekanos es troba a l'angle sud-oest de l'illa, part de la robusta i remota província de Selino. Els venecians van construir un castell a la capital del municipi, Palaiochora, donant el nom a la regió i que ara és una estació costanera en creixement.